# 斯科茨代爾 (塔斯馬尼亞州)
斯科茨代爾（Scottsdale）是位於澳大利亞塔斯馬尼亞州東北部的一個鎮，位於塔斯曼公路上，2001年統計人口數約1,904人。主要的作物有農業、乳品業、林業、松樹、罌粟，工業有礦業。